# گرتیوس ۹۹۹۴
سیارک ۹۹۹۴ (به انگلیسی: 9994 Grotius، نامگذاری:4028P-L) نه هزار و نهصد و نود و چهارمین سیارک کشف شده‌است که در ۲۴ سپتامبر ۱۹۶۰ کشف شد.
قدر مطلق سیارک برابر ۱۴٫۳۰ است.